# Mozaicyzm
W genetyce mozaicyzm to obecność dwóch linii komórkowych o różnym genotypie u jednego osobnika, który powstał z jednej zapłodnionej komórki jajowej.
Chociaż przyjmuje się, że mutacje germinalne występują w mejozie lub w późnym mitotycznym podziale tworzenia gamet, to jednak ich część może występować we wczesnych mitotycznych podziałach gamet, co powoduje, że
u rodziców mogą w gonadach występować klony zmutowanych komórek rozrodczych – jest to tzw. mozaicyzm gonadalny. Ma to znaczenie w przewidywaniu ponownego wystąpienia wady genetycznej u potomstwa rodziców, których dziecko jest obciążone daną wadą i uzasadnia stosowanie diagnostyki prenatalnej.